# Gornji Makreš
Gornji Makreš en serbe latin et Makresh i Epërm en albanais (en serbe cyrillique : Горњи Макреш) est une localité du Kosovo située dans la commune/municipalité de Gjilan/Gnjilane, district de Gjilan/Gnjilane (Kosovo) ou district de Kosovo-Pomoravlje (Serbie). Selon le recensement kosovar de 2011, elle compte 58 habitants.
Selon le découpage administratif du Kosovo, le village est rattaché à la commune/municipalité de Novobërdë/Novo Brdo, dans le district de Pristina.

## Histoire
Le village abrite une maison remontant au XIXe siècle, proposée pour une inscription sur la liste des monuments culturels du Kosovo.

## Démographie

### Évolution historique de la population dans la localité
| 1948 | 1953 | 1961 | 1971 | 1981 | 1991 | 2011 |
| ---- | ---- | ---- | ---- | ---- | ---- | ---- |
| 396  | 436  | 444  | 441  | 354  | 261  | 58   |

|  |

### Répartition de la population par nationalités (2011)
En 2011, les Serbes représentaient 86,21 % de la population et les Albanais 13,79 %.